# میخایلوفکا (شهرستان ایگلینسکی، باشقیرستان)
میخایلوفکا (انگلیسی: Mikhaylovka, Iglinsky District, Republic of Bashkortostan) یک شهرک در شهرستان ایگلینسکی استان باشقیرستان کشور روسیه است.